# ووتو ۲۲۱۸
سیارک ۲۲۱۸ (به انگلیسی: 2218 Wotho، نامگذاری:1975AK) دو هزار و دویست و هجدهمین سیارک کشف شده‌است که در ۱۰ ژانویه ۱۹۷۵ کشف شد.
قدر مطلق سیارک برابر ۱۱٫۲۰ است.